# Wagner-tuba

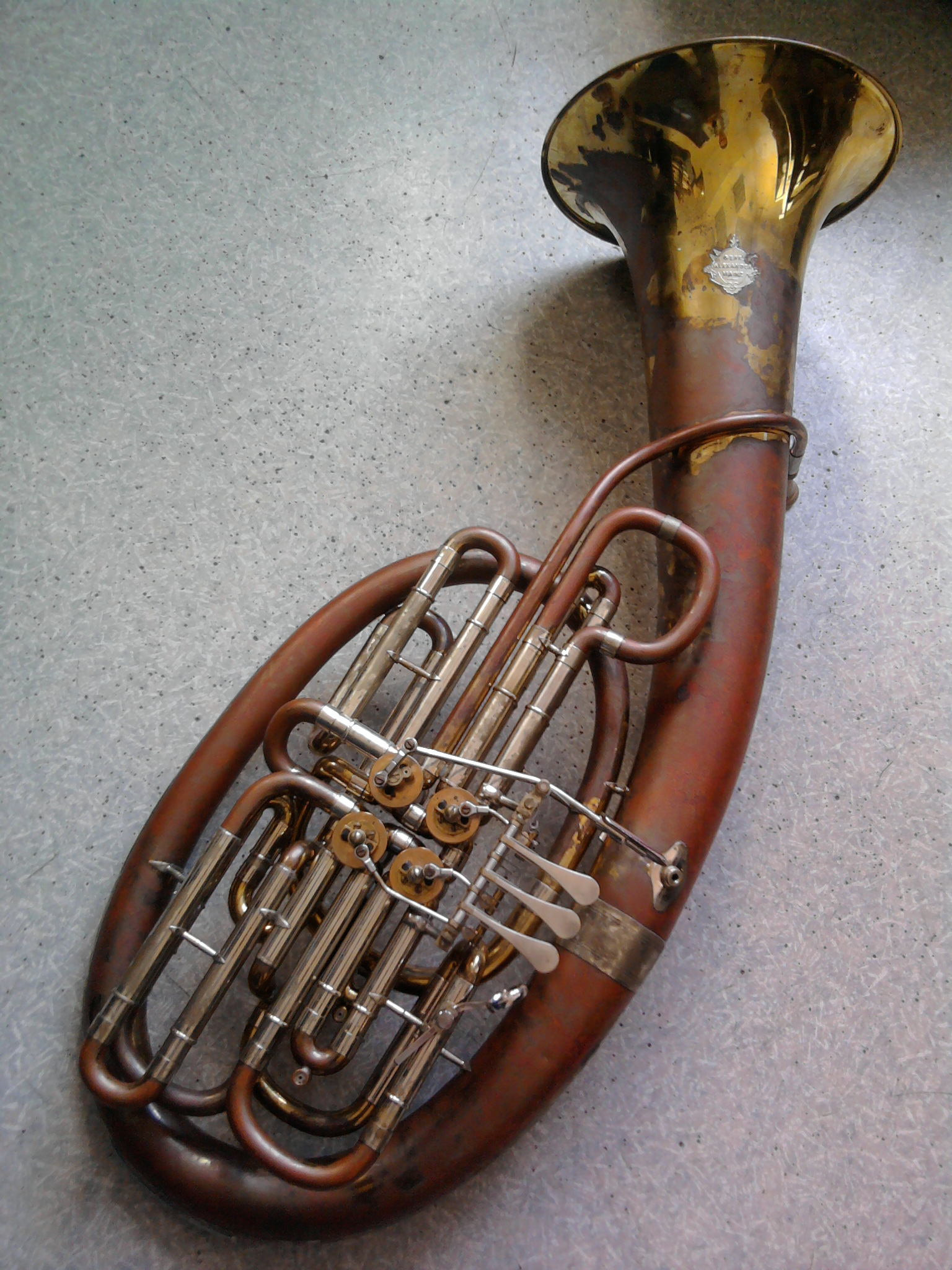
Model 110 Double tuba F / Bb építette Gebr. Alexander Mainz. Rhein. Musikinstrumentenfabrik GmbH (Mainz, Németország)

A Wagner-tuba, vagy más néven vadászkürttuba ötlete Richard Wagner fejében született A Nibelung gyűrűje írásakor. Olyan hangra volt szüksége, amely nem annyira fényes, mint a vadászkürtöké, viszont nem is olyan tompa, mint a tubáké. Ezen kívül szélesebb dinamikai lehetőségekkel kell, hogy rendelkezzen.
Végül is a fizikai megvalósítást 1853-ban Adolphe Sax (többek között a szaxkürt és a szaxofon feltalálója) végezte el.
Ennek a hangszernek a méretezése bővebb, mint a vadászkürté, de szűkebb, mint a tubáé. Tehát akár egy mély hangú kornett is lehetne, de mivel a hangszer kürtösök számára készült, és kürtfúvóka található rajta, a hangszert nem tekinthetjük kornettnek. Ezen kívül fontos eltérés, hogy a szelepek a bal kézre esnek, hasonlóan a kürthöz.
Két változata van: B-hangolású (tenor; csőhosszúsága 275 cm), ill. F-hangolású (basszus, csőhosszúsága 375 cm). Maga a kotta lejegyzése sem egységes, még maga Wagner is váltogatta, egy művön belül is.
Wagner után Anton Bruckner használta három utolsó szimfóniájában, majd Richard Strauss a Don Quixote és Heldenleben című műveiben, de alkalmazta még Igor Stravinsky, Bartók Béla és Edgard Varèse. A Wagner-tubák általában a kontrabasszustubával alkotnak kvintettet.

## További információ
- A Wagner-tuba hangzása. stafaband345.info (Hozzáférés: 2015. február 3.) arch